# Högaborgs BK
Högaborgs BK, Högaborgs bollklubb, är en fotbollsklubb från Helsingborg, bildad 1927. Klubben är känd som en plantskola som har fostrat flera kända talanger, bland andra Henrik Larsson. Föreningen spelar i grön-svart-randiga tröjor och svarta byxor och klubbens A-lag spelar under 2022 i Division 3 Södra Götaland.

## Historia
Klubben bildades av ett kompisgäng, innehållande bland annat Sven Damberg och Lars Flodin, våren 1927. Under sitt första år spelade man i ljusblå tröjor och vita shorts, men redan 1928 ändrades dressen till den nuvarande. Den nybildade klubben anlade även idrottsplatsen Viskans vall, i östra Högaborg, men tvingades flytta från denna 1937 eftersom Helsingborgs stad ville utnyttja platsen för bostadsbebyggelse. Istället fick föreningen hålla till på Tre Torns plan vid Jönköpingsgatan fram till 1942 då Harlyckans Idrottsplats anlades och klubben flyttade dit. Harlyckan har sedan dess varit föreningens hemmaplan. År 1971 utökades klubben med en damsektion och 1979 startades en innebandysektion. Innebandysektionen genomgick ett flertal sammanslagningar fram till 2000 då sektionen slogs samman med Ramlösa IBK under namnet H/R2000, som 2003 ombildades till FC Helsingborg.

## Verksamhet
Föreningen har ungefär 800 medlemmar med särskild betoning på ungdomsverksamheten. För sitt arbete inom ungdomsfotbollen, samt sitt jämställdhetsarbete, erhöll Högaborgs BK år 2006 utmärkelsen "Årets förening" av Svenska fotbollförbundet. Klubben har även en damsektion i division 3. 
Högaborgs BK är en välkänd plantskola för unga fotbollsspelare. Man har lyckats med konststycket att ta fram ett flertal spelare som sedan hamnat i större klubbar, både i Sverige och utomlands. Sedan 1980 har Högaborgs årliga fotbollsskola körts varje år i mitten av juli från onsdag till lördag.

### Spelare som fostrats i Högaborgs BK
- Abdul Khalili
- Imad Khalili
- Henrik Larsson
- Jordan Larsson
- Fredrik Liverstam
- Mats Magnusson
- Daniel Nannskog
- Marcus Olsson
- Martin Olsson
- Joakim Persson
- Maja Krantz
- Moustafa Zeidan